# ميتوجين
محدث التفتل أو المُفتِّل أو الميتوجين (بالإنجليزية: Mitogen)‏ هو مادة كيميائية (عادة ما تكون بروتينا) تعمل على تحفز الخلية على بدء الانقسام الخلوي: الانقسام المتساوي. حدوث التفتل هو المصطلح الذي يطلق على عملية تحريض (إطلاق) الانقسام المتساوي، والتي تتم عادة عن طريق الميتوجين. تتجلى آلية عمل الميتوجين في إطلاقه لمسارات نقل الإشارات تشتمل على كيناز البروتين المنشط بالميتوجين، تنتهي بانقسام الخلية.

## دورة الخلية
تعمل الميتوجينات في المقام الأول عن طريق التأثير على مجموعة من البروتينات التي تشارك في تقييد التقدم خلال دورة الخلية. يتم التحكم في نقطة الفحص G1 من الطور الأول بشكل مباشر عن طريق الميتوجينات: تتابع دورة الخلية لا يحتاج إلى ميتوجينات للمتابعة. تدعى النقطة التي لا يعود فيها حاجة للميتوجينات لدفع دورة الخلية نحو الأمام باسم «نقطة التقييد»؛ تعتمد هذه النقطة أساسا على السيكلينات المراد تمريرها. أحد أهمها هو الTP53، وهو جين مسؤول عن إنتاج عائلة من البروتينات تسمى بي53. باقترانه مع مسار راس، فإنه يقوم بتعطيل السيكلين دي 1، هذا الأخير الذي يحتاج إلى الكيناز في حالة عدم تحفيزه عن طريق وجود الميتوجينات. بوجود هذه الأخيرة، يمكن إنتاج كمية كافية من سيكلين دي 1. تستمر هذه العملية في سلسلة متتالية، الشئ الذي يؤدي إلى إنتاج سيكلينات أخرى تعمل على تحفز الخلية بدرجة كافية للسماح بالتكاثر. في الوقت الذي تنتج فيه الحيوانات إشارات داخلية يمكنها الدفع بدورة الخلية إلى الأمام، يمكن للميتوجينات الخارجية إحداث تقدم من دون هذه الإشارات.

## الميتوجينات الداخلية
يمكن للميتوجينات أن تكون إما عوامل داخلية أو خارجية. مهمة الميتوجينات الداخلية باعتبارها متحكمة في انقسام الخلايا، هي جزء طبيعي وضروري في دورة حياة الكائنات متعددة الخلايا. ينتج جسم السمك المخطط على سبيل المثال، ميتوجينا داخلي المنشأ هو «إن أر جي 1» كاستجابة لمؤشرات حدوث ضرر قلبي. فور حدوث ذلك، يتسبب هذا الحدث في حدوث استجابة على مستوى طبقات القلب الخارجية من خلال زيادة معدلات الانقسام لإنتاج طبقات جديدة من خلايا عضلة القلب لتحل محل الخلايا التالفة. مع ذلك، يمكن لهذا المسار أن يكون ضارا: يؤدي التعبير عن ميتوجين «إن أر جي 1» في حالة عدم وجود إصابة قلبية إلى نمو غير خاضع للسيطرة لخلايا القلب، مما يؤدي إلى تضخم القلب. يمكن لبعض عوامل النمو، مثل عامل نمو بطانة الأوعية الدموية، التصرف مباشرة كميتوجينات، متسببة في نمو الخلايا من خلال التحفيز المباشر لعملية النسخ المتماثل لهذه الخلايا. هذا ليس صحيحا بالنسبة لجميع عوامل النمو، حيث يبدو أن بعض عوامل النمو تسبب في حدوث آثار محدثة للتفتل نوعا ما، مثل النمو غير المباشر عن طريق تحفيز إطلاق ميتوجينات أخرى. ويتضح ذلك من خلال افتقارهم إلى النشاط المحدث للتفتل في المختبر، كما هو الشأن عند عامل النمو البطاني الوعائي (VEGF).

## علاقة الميتوجين بالسرطان
تمتلك الميتوجين أهمية كبرى في مجال أبحاث السرطان نظرها لتأثيرها المباشر على دورة الخلية. يتم تعريف السرطان في جزء منه على أنه فقدان أو فشل في السيطرة على دورة الخلية. يمكن للميتوجينات في هذا السياق، المساهمة في ذلك عن طريق التسبب في تقدم دورة الخلية عندما يتوكب منعها بواسطة آلية ما. يتم في الخلايا الطبيعية، تصحيح حالات كهذه من خلال آليات مصممة لمنع نمو الخلايا دون ضوابط، داخلية أو خارجية، الشئ الذي يؤدي إلى موت مبرمج للخلايا في حالة ما إذا لم تتمكن من إصلاح التلف. في المقابل، يحصل العكس في حالة الخلايا السرطانية، حيث تتعرض الأخيرة لآلية معينة تتعطل على إثرها قدرة الخلية على التحكم في نموها، فلا تعمل الآليات الخارجية المصممة لقتل الخلايا غير الطبيعية.
عندما يتعلق الأمر بانتشار السرطانات، هناك في هذا الجانب نظام مهم للغاية يتم تنشيطه بواسطة الميتوجين؛ إنه نظام البروتين كيناز المنشط بالميتوجين (MAPK). لا تتعلق وظائف هذه البروتينات بعملية حدوث التفتل، ولكن يمكن تشغيلها عن طريق الميتوجينات ويمكن التحكم بواسطتها في دورة الخلية. تستطيع بروتينات الكيناز المنشطة بالميتوجين التحكم في دورة الخلية إما عن طريق منع أو تشجيع نمو الخلايا. يمكن تشغيل مسار البروتين كيناز المنشط بالميتوجين بواسطة عدد من الربيطات، بما في ذلك الهرمونات وعوامل النمو. تمتلك بعض أنواع سرطان الثدي نشاطا مرتفعا للغاية لبروتين كيناز المنشط بالميتوجين، والذي لا يوجد حتى في أورام الثدي الحميدة. ليس هذا فقط، بل إن الإفراط في التعبير عن كيناز البروتين المنشط بالميتوجين في هذه الخلايا يسهل أيضا انتشارها. تعرف هذه السرطانات باسم سرطانات الثدي المعتمدة على الهرمونات، حيث يعتمد نشاط بروتين الكيناز المنشط بالميتوجين في هذه السرطانات بالتعرض للإستراديول.

## استخدام الميتوجين في علم المناعة
يمكن للخلايا اللمفاوية الدخول في انقسام عندما يتم تنشيطها عن طريق ميتوجينات أو مولدات ضد. تنقسم الخلايا البائية على وجه التحديد عندما تصادف مولد ضد يتوافق مع الغلوبولين المناعي الخاص بها. تخضع الخلايا التائية للانقسام عندما يتم تحفيزها بواسطة ميتوجينات، منتجة بذلك خلايا لمفاوية صغيرة تكون مسؤولة فيما بعد عن إنتاج اللمفوكينات، وهي مواد تعمل على تعديل الكائن الحي المضيف لتحسين مناعته. من ناحية أخرى، تنقسم الخلايا البائية بعد تحفيزها بواسطة ميتوجينات إلى خلايا بلازما، والتي تنتج فيما بعد الغلوبولين المناعي أو الأجسام المضادة. 
تستخدم الميتوجين غالبا لتحفيز الخلايا الليمفاوية بغرض تقييم الوظيفة المناعية. في هذا السياق، نجد أن من بين أكثر الميتوجنات شيوعا والتي يتم استخدامها في مجال الطب المخبري السريري ما يلي:
| الاسم                      | يعمل على الخلايا التائية؟ | يعمل على الخلايا البائية؟ |
| مخثر الدم النباتي (PHA)    | نعم                       | لا                        |
| كونكانافالين إي (conA)     | نعم                       | لا                        |
| عديد السكاريد الشحمي (LPS) | لا                        | نعم                       |
| ميتوجين الفتلاق (PWM)      | لا                        | نعم                       |

يتميز سمين عديد السكاريد الشحمي المستخرج من بكتيريا سالبة الجرام بكونه غير معتمد على الالتُّوتَة. حيث يمكنه تنشيط الخلايا البائية مباشرة، بغض النظر عن خصوصية مولد الضد. تتمايز الخلايا البلازما في المرحلة النهائية، وبالتالي لا يمكنها أن تخضع للانقسام. يمكن لخلايا الذاكرة البائية أن تتكاثر لإنتاج المزيد من خلايا الذاكرة أو خلايا البلازمية بائية. وهذه هي الطريقة التي يعمل بها الميتوجين، أي عن طريق تحفيز خلايا الذاكرة البائية لجعلها تنقسم، ويصبح بعضها خلايا بلازما.

## استعمالات أخرى
يمكن أن تحفز مسارات البروتين كيناز المنشط بالميتوجين إنزيمات من قبيل إنزيم الأكسيجيناز الحلقي 2. في المقابل قد تلعب مسارات البروتين كيناز المنشط بالميتوجين أيضا دورا في عملية تنظيم بروتين البروستاغلاندين إندوبيروكسيد سينسيز 2 (PTGS2).